# Алешковская волость (Чухломской уезд)
Алешковская волость — низшая административно-территориальная единица в составе Чухломского уезда Костромской губернии Российской империи и СССР, существовавшая в 1727—1929 годах. Волостной центр — Алешково.
Ныне территория Чухломского муниципального района Костромской области.

## История
В 1918 году Алешковская волость переименована в Озерную.
14 января 1929 года Костромская губерния и все её уезды были упразднены, большая часть Чухломского уезда вошла в состав Костромского округа Ивановской Промышленной области.

## Состав волости
По данным на 1907 год в состав волости входили нижеследующие населённые пункты.
Аверково д., Авраамиевский Чухломской Городецкий монастырь на Чухломском озере, Агеево д., Агрызково д., Алешкино д., Алешково д., Алюшино д., Андреевское д. на рч. Вёкса (Векса), Аринино д., Астафьево сельцо, Асташево д., Быково д., Бешеново д., Василисово д., Вижки д., Ворсино д., Гавриловское д. на рч. Вёкса (Векса), Гоглево д., Горка д., Григорьевское д., Гридино д., Денигино д., Дердякино д. на рч. Святица, Дорофеево д., Дюрбенево д., Евдокимово д., Елсаково д., Ершово д., Заверткино д., Засухино д. на рч. Молокша, Зеленцыно сельцо, Зуево д., Казариново д. на рч. Вёкса (Векса), Какоурово д., Капустино д., Кашино д., Кашино усадьба, Кладове д., Козинское д., Козицыно д., Кокрево д., Коробовское д. на рч. Вёкса (Векса), Коровье (Верхняя Пустынь), с., ш. на рч. Вича, Костылево д., Крутцы посел., Крючково д., Кулешово д., Куликово д., Курьяново д., Кусенево д., Левцово д., Лихачево д., Лукино д. на рч. Вича, Малинино д., Мартьяново д., Мартыново д., Матьково д., Меледино д., Мельн. вод. на зем. Авраам. м-ря на рч. Вёкса (Векса), Михайловское с., ш., Мостово д. на рч. Вёкса (Векса), Нестерово д., Никитино д., Ново-Никольское д., Ножкино с., 2 ш. на рч. Яхрамша, Обрезково д., Перекшино д., Першино д., Плосково д., Подболотново д.,  Поповское д., Поповское, усадьба, Посадниково д., Починок Большой д., Починок Давыдов д., Привалкино д., Пыхино д., Рамешки с., ш. , Савино д., Савинское д. на руч. Савинский, Салыково д., Сальково д., Самылово д., Светица Б., (Верхняя) д., Семеновское д., Семешово д., Сокорово д., Тимофеевское д. на рч. Летица, Титово д., ш. на рч. Воча, Троица-Мироханово с., Ушилово д., Фалелеево с., ш., Фарютино д., Федоровское д., ш. на рч. Вёкса (Векса), Федосово д., Фефелово д., Филино, что в Затоке д., Филино (у Ильи Пророка) д., Филино (у Сенной) д., Фомино д., Чашково Б. д., Черемисино д., Чурилово д., Шелыково д., Шишкино д.